# Alstertal-Einkaufszentrum

Altes Logo von 2013 bis 2017

Das Alstertal-Einkaufszentrum (AEZ) im Nordosten Hamburgs ist eines der größten Einkaufszentren Norddeutschlands. Es liegt im früheren Ortsamtsbereich Alstertal im Stadtteil Hamburg-Poppenbüttel unweit des Alsterlaufs. Nach Angaben des Betreibers ECE hat das AEZ eine Verkaufsfläche von 59.000 m², 240 Läden und ca. 38.500 Besucher pro Tag.

## Entstehung
Ursprünglich sollte das AEZ an der Meiendorfer Straße in Hamburg-Rahlstedt erbaut werden, stieß dort jedoch auf Widerstand, und die Stadt Hamburg lenkte den Investor auf die „grüne Wiese“ in Poppenbüttel. 1970 wurde das AEZ als erste überdachte Einkaufsgalerie Deutschlands mit 100 Geschäften und einer Verkaufsfläche von 32.000 m² eröffnet.
Für bundesweite Schlagzeilen sorgte die Ermordung des Hamburger Polizisten Norbert Schmid am 22. Oktober 1971 durch die RAF vor dem AEZ. Unter den Geflüchteten waren Gerhard Müller und Ulrike Meinhof. Zu Norbert Schmids Gedenken wurde ein zentraler Platz im Wohngebiet Tegelsbarg nach ihm benannt.

## Umgestaltung

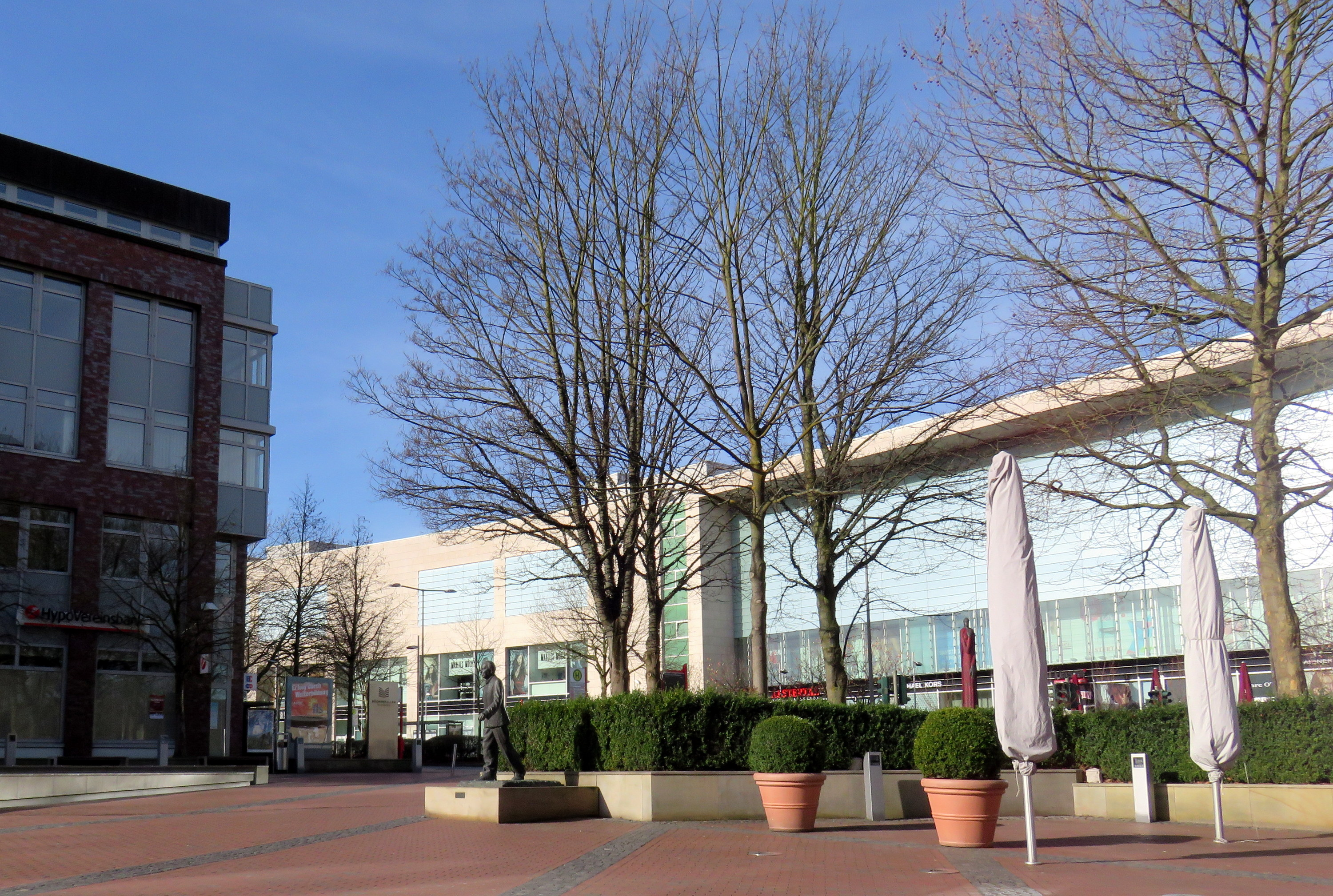
Haupteingang AEZ

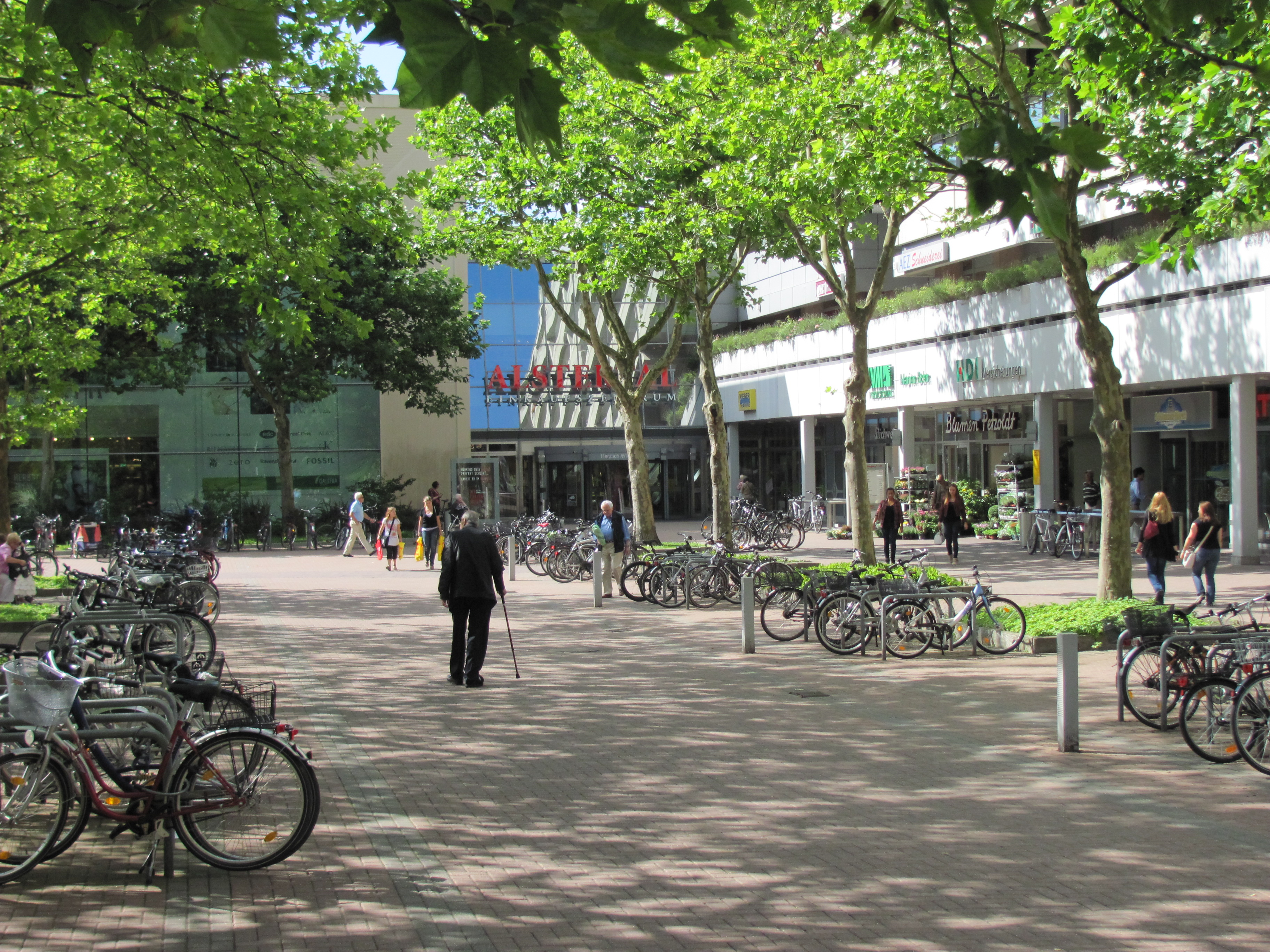
Eingang aus Richtung S-Bahnhof

Im Frühjahr 2005 begannen Umbau- und Erweiterungsarbeiten. Sie wurden im September 2006 abgeschlossen, und die damit verbundene Umstrukturierung wurde im Herbst 2007 beendet. Das AEZ erhielt eine „Piazza“, Cafés, Restaurants, Wasser- und Grünflächen sowie eine helle Glas-Sandstein-Fassade, die abends beleuchtet wird. Das Eingangsportal wurde erneuert und mit drei 8 Meter hohen, roten Skulpturen des Künstlers Zoyt ergänzt. Sie stellen eine Familie dar (Mutter, Vater und Kind) und stehen in einem Mimir-Brunnen.

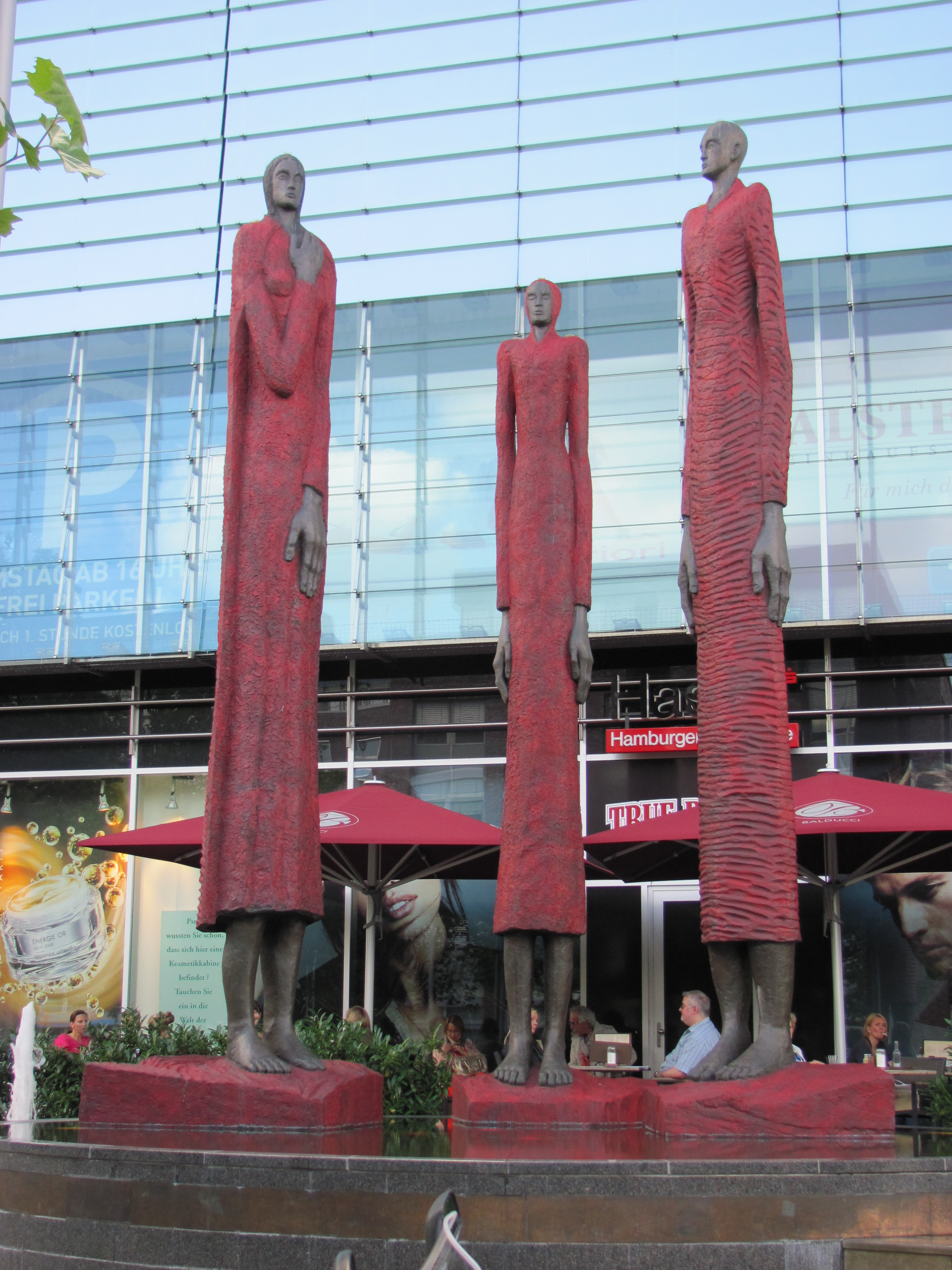
Drei Figuren von Zoyt am Mimir-Brunnen

## Bedeutung
Zu den wichtigsten Geschäften im AEZ zählt der Betreiber den Einzelhandelsvertreter Galeria Kaufhof, den Lebensmittelhandel REWE, die Buchhandelskette Thalia sowie die Textilhandelsunternehmen H&M, P&C, Zara und Anson’s. Das AEZ hat über 3000 Parkplätze mit drei Zufahrten (Ost, Mitte, West). Mit über 2000 Mitarbeitern ist es ein wichtiger regionaler Wirtschaftsfaktor.